# تاتيانا نافكا
تاتيانا أليكساندروفنا نافكا (الروسية: Татьяна Александровна Навка ؛ من مواليد 13 أبريل 1975) راقصة جليدية روسية مع شريكها رومان كوستوماروف ، كانت بطلة الألعاب الأولمبية الشتوية 2006 ، وبطلة العالم مرتين (2004-2005) ، وبطلة نهائي سباق الجائزة الكبرى ثلاث مرات (2003-2005)، وبطلة أوروبية ثلاث مرات (2004-2006) في وقت سابق من حياتها المهنية تنافست في الاتحاد السوفيتي وبيلاروسيا.

## نشأتها
ولدت تاتيانا نافكا في 13 أبريل 1975 في دنيبروبتروفسك ، جمهورية أوكرانيا الاشتراكية السوفياتية ، الاتحاد السوفيتي. هي ابنة ريسرا ، خبير اقتصادي ، وألكسندر ، مهندس ، لها شقيقة صغرى تدعى ناتاليا. انتقلت في عام 1988 إلى موسكو أوبلاست ، جمهورية روسيا الاتحادية الاشتراكية السوفياتية.